# الحلوة (دير الزور)
الحلوة قرية سورية تتبع ناحية البصيرة في منطقة مركز دير الزور في محافظة دير الزور. بلغ عدد سكانها 375 نسمة في عام 2004 حسب إحصاء المكتب المركزي للإحصاء.